# ایستگاه قطار شهری اقبال لاهوری
ایستگاه قطار شهری اقبال لاهوری چهارمین ایستگاه‌ خط ۱ قطار شهری مشهد است که در بلوار وکیل آباد، ابتدای خیابان اقبال لاهوری قرار دارد.
از این ایستگاه ۴ خط اتوبوس‌رانی مشهد و حومه می‌گذرد.